# Ana Carvalho
Ana Carla Carvalho es una nadadora brasileña de estilo pecho. Es campeona suramericana de los 50 y 100 m pecho. Ha  sido dominadora a nivel nacional como subcontinental de los 50 m desde que lograra el oro en esa distancia en los Juegos Suramericanos de 2010, revalidándolo en el Trofeo María Lenk del año siguiente, y en el Campeonato Suramericano de Natación de 2012.